# Математически начала на натурфилософията
 „Математически начала на натурфилософията“  (на латински: „Philosophiæ Naturalis Principia Mathematica“) е тритомен труд по натурфилософия на Исак Нютон, публикуван на 5 юли 1687 г. В него са изложени законите на Нютон за движението, полагащи основите на класическата механика, както и законът за всеобщото привличане, заедно с извода на законите на Кеплер за движението на планетите (получени от Кеплер емпирически).
При формулировката на физическите си теории Нютон развива нов дял от математиката, известен като математически анализ.
„Математически начала на натурфилософията“ се счита за един от най-важните научни трудове в историята на човечеството.

## История на изданието
Историята на създаването на този труд, най-знаменития в историята на науката наред с Елементи на Евклид, започва през 1682 г., когато преминаването на Халеевата комета възражда интереса към небесната механика. Едмънд Халей се опитва да уговори Нютон да публикува своята „обща теория на движението“, но Нютон отказва. Той въобще неохотно се отклонява от изследванията си, за да се заеме с пипкавата работа, свързана с издаването на научни трудове.
През август 1684 г. Халей пристига в Кембридж и разказва на Нютон, че заедно с Кристофър Рен и Робърт Хук са обсъждали как от формулата на закона за привличането да изведат елиптичността на планетните орбити, но така и не са успели да намерят пътя, по който да подходят към решението. Тогава Нютон му съобщава, че вече е извел такова доказателство, и скоро го изпраща на Халей. Халей веднага оценява значението на резултата и на метода и отново посещава Нютон, като този път успява да го убеди да публикува откритията си.
Работата над Opus Magnum протича през 1684 – 1686 г. Първоначално се планира публикацията за се финансира от Кралското научно дружество, но поради липса на средства Халей заявява, че ще поеме разходите по изданието. Трудът, по аналогия с „Начала на философията“ на Рене Декарт, получава название „Математически начала на натурфилософията“, или на съвременен език, „Математически основи на физиката“.
През 1686 г. В Кралското научно дружество е представен първият том на „Математически начала на натурфилософията“. Всичките три тома, след известни авторски корекции, излизат през 1687 г. и са разпродадени за четири години – твърде кратък срок за онова време.